# Seznam budov na Ovocném trhu

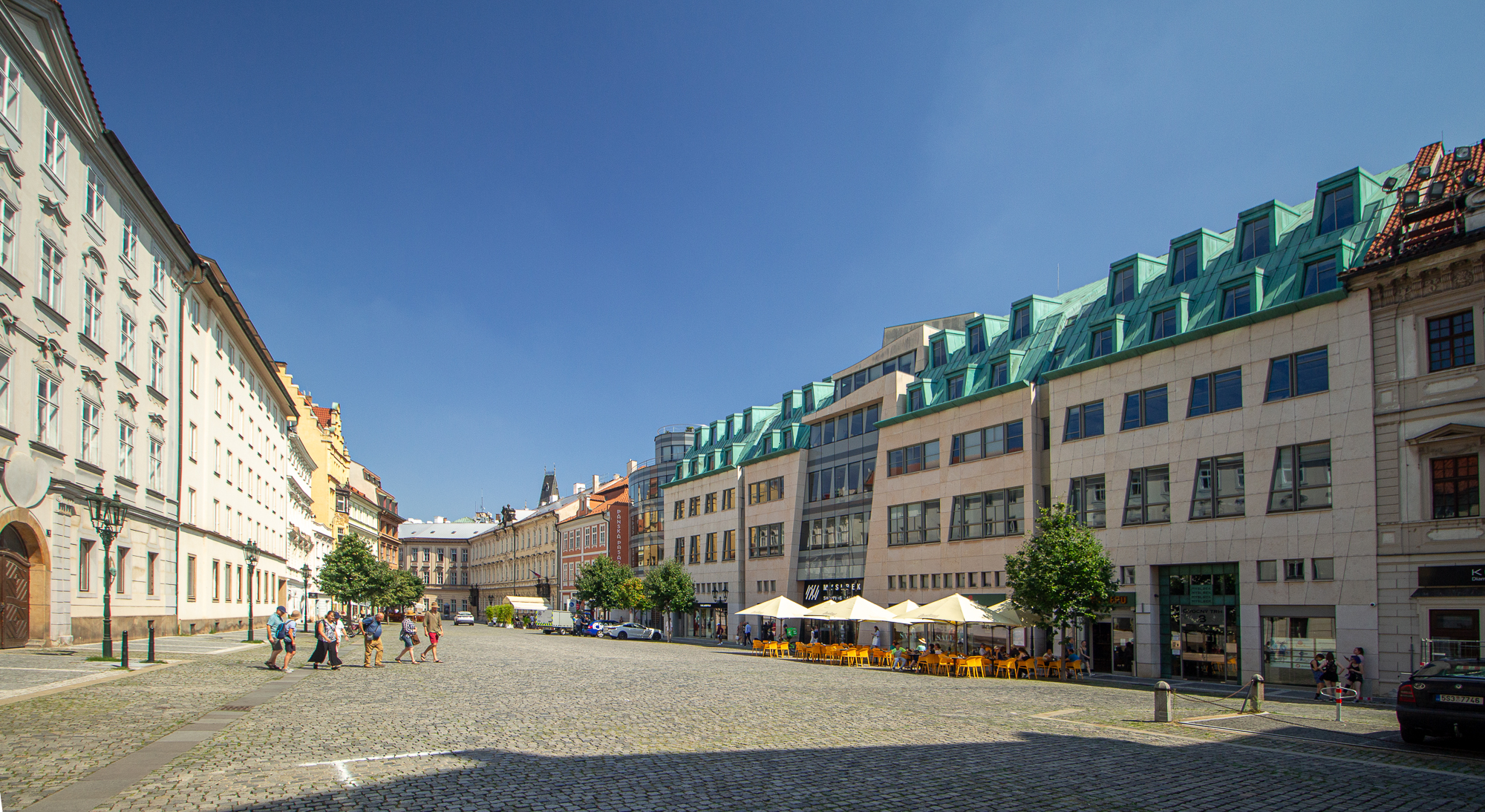
Náměstí Ovocný trh

Na Ovocném trhu, náměstí na Starém Městě v Praze, se nachází 14 historických i novodobých budov. Toto jej jejich seznam.

## Umístění budov
Pro snazší popsání pozice budov je v tomto článku náměstí rozděleno na tři křídla oddělená ulicemi, západní (jediná budova), severní a jižní. Budovy jsou uváděny v tomto pořadí po směru hodinových ručiček.

## Seznam
| Křídlo  | Budova                                            | Další jména                                            | Obrázek | Číslo popisné |
| ------- | ------------------------------------------------- | ------------------------------------------------------ | ------- | ------------- |
| západní | Stavovské divadlo                                 | Nosticovo divadlo, Tylovo divadlo (Divadlo J. K. Tyla) |         | 540           |
| severní | Karolinum                                         | Karlova kolej, Univerzita Karlova                      |         | 541           |
| severní | Karolinum                                         | dům U Nožičků, U Císaře Karla, Stockhaus               |         | 560           |
| severní | Karolinum                                         | Buquoyský palác, Buquoyský dům                         |         | 562           |
| severní | dům U Zlatého supa                                | U Kamplířů                                             |         | 563           |
| severní | dům U Bílého věnce                                |                                                        |         | 572           |
| severní | dům U Bodů                                        | U Černého krkavce, U Štichů                            |         | 571           |
| severní | dům U České orlice                                | Bubnovský dům                                          |         | 567           |
| severní | dům U Zlatého lva (viz Seznam domů U Zlatého lva) |                                                        |         | 568           |
| severní | dům U Černé Matky Boží                            |                                                        |         | 569           |
| jižní   | Pachtův palác                                     | palác Pachtů z Rájova, Nová mincovna                   |         | 587           |
| jižní   | kolej svatého Václava                             | Kolej krále Václava IV.                                |         | 573           |
| jižní   | palác Myslbek                                     |                                                        |         | 1096          |
| jižní   | Kolowratský palác                                 | Divadlo Kolowrat                                       |         | 579           |